# ماسیمو بردینی
ماسیمو بردینی (انگلیسی: Massimo Berdini؛ زادهٔ ۳ اکتبر ۱۹۵۸) بازیکن فوتبال اهل ایتالیا است.
از باشگاه‌هایی که در آن بازی کرده‌است می‌توان به باشگاه فوتبال آ.اس. رم اشاره کرد.